# Radamisto da Ibéria
Radamisto (em latim: Rhadamistus; em grego: Ραδάμιστος; romaniz.: Radámistos; em georgiano: რადამისტი; romaniz.: Radamist'i), cujo nome foi corrompido nas fontes georgianas medievais para Adão (ადამ, Adam) e Gadão (ღადამი, Ğadam),  foi um rei (mefe) do Reino da Ibéria da dinastia farnabázida, que governou de 132 a 135 (segundo Cyril Toumanoff) ou 129 a 132 (segundo Marie-Félicité Brosset).
As crônicas georgianas do príncipe Vacusti de Cártlia, que foram editadas e estudadas por Marie-Félicité Brosset, informam laconicamente sobre o reinado dele:
| “ | Adão (Radamisto), filho de Farasmanes, o Bom, tendo sido colocado no trono de seu pai, morreu após três anos de reinado, deixando um filho com um ano de idade (Farasmanes III). Até atingir a idade suficiente, a autoridade permaneceu nas mãos da mãe de seu pai, esposa de Farasmanes, o Bom e chamada Gadana. | ” |